# GigaScience
GigaScience est une revue scientifique à comité de lecture créée en 2012. Elle couvre la recherche et les grands ensembles de données résultant de travaux dans la biomédecine et les sciences de la vie.

## Historique
La revue est à l'origine co-publiée par BioMed Central et le Beijing Genomics Institute (BGI). En 2016, elle a quitté BioMed Central pour former un nouveau partenariat entre le département GigaScience Press de BGI et Oxford University Press. En 2018, GigaScience a remporté le prix PROSE de l'Association of American Publishers pour l'innovation dans l'édition de revues dans la catégorie multidisciplinaire.

## GigaDB et GigaGalaxy

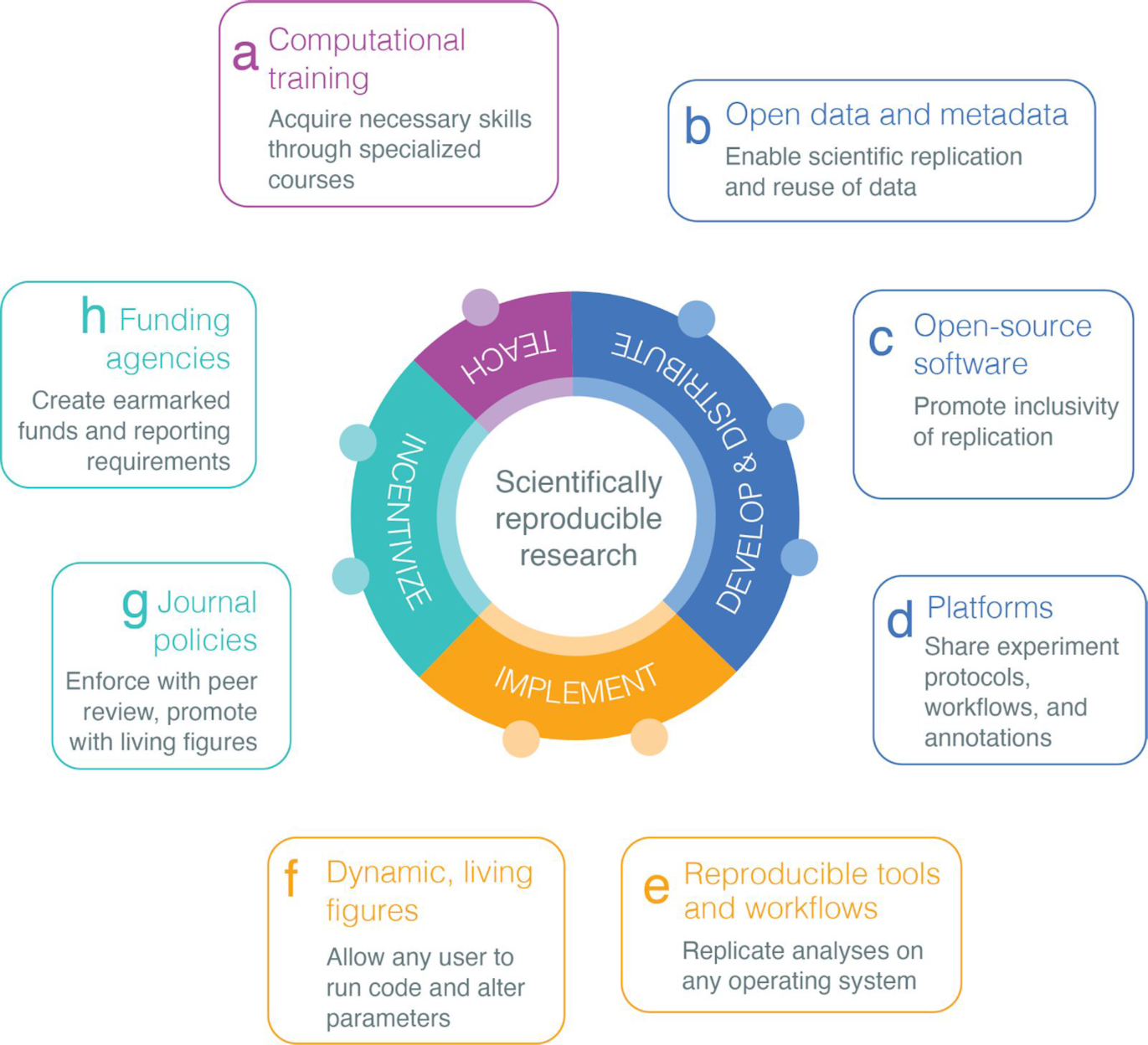
Diagramme de recommandation pour améliorer la reproductibilité des recherches biomédicales

Afin d'héberger les grands ensembles de données couverts par la revue, GigaScience a construit et intégré en 2011 son propre référentiel disciplinaire : GigaDB. L'objectif est d'assurer un accès à long terme à des ensembles de données multidimensionnelles massives issues d'études en sciences de la vie et en sciences biomédicales. Les ensembles de données sont variés et comprennent des données génomiques, transcriptomiques et d'imagerie. Les ensembles de données sont conservés par les bioconservateurs de GigaDB qui sont employés par BGI et China National GeneBank.
Initialement, GigaDB est conçu dont l'objectif est d'assurer la reproductibilité et la réutilisation des données en recherche biologique et biomédicale. La portée de GigaDB s'est élargie pour inclure des objets de recherche informatique tels que des données synthétiques, des logiciels et des flux de travail. La base de données utilise des attributs et des normes d'échantillons approuvés par le Genomics Standard Consortium (GSC). Les ensembles de données hébergés dans GigaDB sont définis comme un groupe de fichiers et de métadonnées qui prennent en charge un article ou une étude spécifique. Pour chaque ensemble de données GigaDB publié, un identifiant d'objet numérique DataCite est attribué et les données sont indexées et détectables dans NCBI Datamed et le Clarivate Analytics Data Citation Index. GigaDB a également collaboré avec Repositive pour améliorer la découvrabilité.
La revue fournit par ailleurs une plate-forme basée sur Galaxy pour analyser les données, GigaGalaxy . Elle promeut l'utilisation des résultats statistiques calculés par la plateforme en tant que résultats de recherche publiables par le biais de sa série d'articles Galaxy Series.

## Indexation
La revue est indexée par Index Medicus / MEDLINE / PubMed, le Science Citation Index Expanded, CAS, CNKI, EMBASE et Scopus. Selon le Journal Citation Reports, elle a un facteur d'impact de 11.8 en 2023.